# Pan-Amerikaanse kampioenschappen veldrijden
De Pan-Amerikaanse kampioenschappen veldrijden worden sinds 2014 jaarlijks georganiseerd door de Confederación Panamericana de Ciclismo, onder supervisie van de UCI.
De wedstrijden vinden plaats aan het begin van het veldritseizoen in november voor mannen (sinds 2015) en vrouwen (sinds 2014). Ook worden races gereden in de categorieën in de beloften (U23) en junioren (U19).

## Edities
| Jaar | Datum       | Land             | Staat/Provincie | Plaats     |
| ---- | ----------- | ---------------- | --------------- | ---------- |
| 2023 | 5 november  | Verenigde Staten | Montana         | Missoula   |
| 2022 | 4 november  | Verenigde Staten | Massachusetts   | Falmouth   |
| 2021 | 4 december  | Verenigde Staten | Texas           | Garland    |
| 2019 | 10 november | Canada           | Ontario         | Midland    |
| 2018 | 4 november  | Canada           | Ontario         | Midland    |
| 2017 | 5 november  | Verenigde Staten | Kentucky        | Louisville |
| 2016 | 29 oktober  | Verenigde Staten | Kentucky        | Covington  |
| 2015 | 1 november  | Verenigde Staten | Kentucky        | Covington  |
| 2014 | 2 november  | Verenigde Staten | Kentucky        | Covington  |

## Winnaars

### Mannen elite
| Jaar | Goud          | Zilver              | Brons               |
| 2023 | Eric Brunner  | Scott Funston       | Gage Hecht          |
| 2022 | Eric Brunner  | Curtis White        | Lance Haidet        |
| 2021 | Eric Brunner  | Curtis White        | Kerry Werner        |
| 2019 | Kerry Werner  | Curtis White        | Jamey Driscoll      |
| 2018 | Curtis White  | Michael van den Ham | Kerry Werner        |
| 2017 | Stephen Hyde  | Tobin Ortenblad     | Michael van den Ham |
| 2016 | Stephen Hyde  | Jeremy Powers       | Daniel Summerhill   |
| 2015 | Jeremy Powers | Jamey Driscoll      | Stephen Hyde        |

| Succesvolste                          | Succesvolste                                              | Meervoudige                                    |
| ------------------------------------- | --------------------------------------------------------- | ---------------------------------------------- |
| 3-0-0 Eric Brunner 2-0-1 Stephen Hyde | 1-3-0 Curtis White 1-1-0 Jeremy Powers 1-0-2 Kerry Werner | 0-1-1 Jamey Driscoll 0-1-1 Michael van den Ham |

### MannenU23(beloften)
| Jaar | Goud          | Zilver            | Brons             |
| 2023 | Ian Ackert    | Luke Valenti      | Jules Van Kempen  |
| 2022 | Jack Spranger | Andrew Strohmeyer | Daxton Mock       |
| 2021 | Scott Funston | Tyler Clark       | Andrew Strohmeyer |
| 2019 | Gage Hecht    | Lane Maher        | Eric Brunner      |
| 2018 | Gage Hecht    | Eric Brunner      | Cooper Willsey    |
| 2017 | Gage Hecht    | Eric Brunner      | Cooper Willsey    |
| 2016 | Curtis White  | Gage Hecht        | Spencer Petrov    |
| 2015 | Andre Dillman | Curtis White      | Tobin Ortenblad   |
| 2014 | Curtis White  | Logan Owen        | Andre Dillman     |

| Succesvolste                        | Succesvolste                           | Meervoudige                                  |
| ----------------------------------- | -------------------------------------- | -------------------------------------------- |
| 3-1-0 Gage Hecht 2-1-0 Curtis White | 1-0-1 Andre Dillman 0-2-1 Eric Brunner | 0-1-1 Andrew Strohmeyer 0-0-2 Cooper Willsey |

### Mannen U19 (junioren)
| Jaar | Goud                     | Zilver          | Brons               |
| 2023 | David Thompson           | Henry Coote     | Luke Walter         |
| 2022 | David Thompson           | Magnus White    | Ian Ackert          |
| 2021 | Jack Spranger            | Ian Ackert      | Magnus White        |
| 2019 | Andrew Strohmeyer        | Nick Carter     | Matthew Leliveld    |
| 2018 | Magnus Sheffield         | Nick Carter     | Carter Woods        |
| 2017 | Benjamin Gomez Villafane | Lane Maher      | Alex Morton         |
| 2016 | Denzel Stephenson        | Gunnar Holmgren | Lane Maher          |
| 2015 | Spencer Petrov           | Gage Hecht      | Eric Brunner        |
| 2014 | Gage Hecht               | Gavin Haley     | Christopher Blevins |

| Succesvolste                          | Succesvolste      | Meervoudige                                          |
| ------------------------------------- | ----------------- | ---------------------------------------------------- |
| 2-0-0 David Thompson 1-1-0 Gage Hecht | 0-2-0 Nick Carter | 0-1-1 Lane Maher 0-1-1 Ian Ackert 0-1-1 Magnus White |

### Vrouwen elite

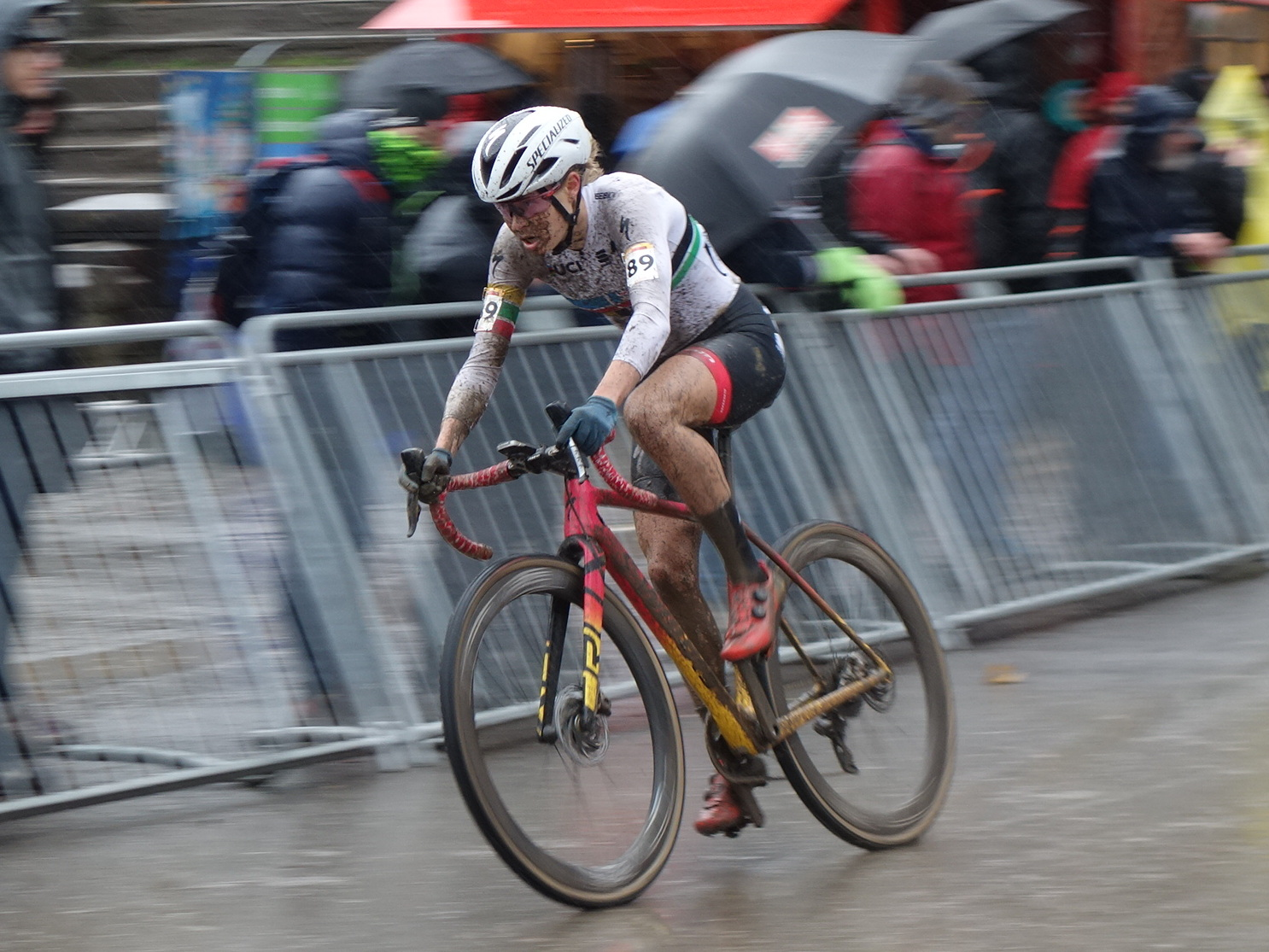
Maghalie Rochette won in 2018 en 2019.

| Jaar | Goud              | Zilver            | Brons                    |
| 2023 | Isabella Holmgren | Clara Honsinger   | Katie Clouse             |
| 2022 | Raylyn Nuss       | Sidney McGill     | Maghalie Rochette        |
| 2021 | Raylyn Nuss       | Ruby West         | Caitlin Bernstein        |
| 2019 | Maghalie Rochette | Clara Honsinger   | Rebecca Fahringer        |
| 2018 | Maghalie Rochette | Ellen Noble       | Kaitlin Keough           |
| 2017 | Katherine Compton | Kaitlin Keough    | Christel Ferrier-Bruneau |
| 2016 | Katherine Compton | Crystal Anthony   | Maghalie Rochette        |
| 2015 | Katherine Compton | Kaitlin Antonneau | Rachel Lloyd             |
| 2014 | Katherine Compton | Meredith Miller   | Georgia Gould            |

| Succesvolste            | Succesvolste                              | Meervoudige                                |
| ----------------------- | ----------------------------------------- | ------------------------------------------ |
| 4-0-0 Katherine Compton | 2-0-2 Maghalie Rochette 2-0-0 Raylyn Nuss | 0-2-1 Kaitlin Keough 0-2-0 Clara Honsinger |

### VrouwenU23(beloften)
| Jaar | Goud              | Zilver           | Brons           |
| 2023 | Lauren Zoerner    | Ava Holmgren     | Jenaya Francis  |
| 2022 | Lizzy Gunsalus    | Lauren Zoerner   | Cassidy Hickey  |
| 2021 | Madigan Munro     | Lauren Zoerner   | Cassidy Hickey  |
| 2019 | Ruby West         | Dana Gilligan    | Sidney McGill   |
| 2018 | Clara Honsinger   | Ruby West        | Katie Clouse    |
| 2017 | Emma White        | Clara Honsinger  | Katie Clouse    |
| 2016 | Ellen Noble       | Emma White       | Hannah Finchamp |
| 2015 | Ellen Noble       | Allison Arensman | Hannah Finchamp |
| 2014 | Maghalie Rochette | Allison Arensman | Laurel Rathbun  |

| Succesvolste                           | Succesvolste                                           | Meervoudige                                                                          |
| -------------------------------------- | ------------------------------------------------------ | ------------------------------------------------------------------------------------ |
| 2-0-0 Ellen Noble 1-2-0 Lauren Zoerner | 1-1-0 Emma White 1-1-0 Clara Honsinger 1-1-0 Ruby West | 0-2-0 Allison Arensman 0-0-2 Hannah Finchamp 0-0-2 Katie Clouse 0-0-2 Cassidy Hickey |

### Vrouwen U19 (junioren)
| Jaar | Goud             | Zilver                  | Brons             |
| 2023 | Rafaelle Carrier | Vida Lopez de San Roman | Jorja Bond        |
| 2022 | Ava Holmgren     | Vida Lopez de San Roman | Isabella Holmgren |
| 2021 | Ava Holmgren     | Chloe Fraser            | Isabella Holmgren |
| 2019 | Madigan Munro    | Lizzy Gunsalus          | Lauren Zoerner    |

| Succesvolste       | Succesvolste                  | Meervoudige             |
| ------------------ | ----------------------------- | ----------------------- |
| 2-0-0 Ava Holmgren | 0-2-0 Vida Lopez de San Roman | 0-0-2 Isabella Holmgren |

Kampioenschappen:  Wereldkampioenschappen ·
 Europese kampioenschappen ·
 Pan-Amerikaanse kampioenschappen
 België ·
 Canada ·
 Denemarken ·
 Duitsland ·
 Finland ·
 Frankrijk ·
 Hongarije ·
 Ierland ·
 Italië ·
 Japan ·
 Kroatië ·
 Luxemburg ·
 Nederland ·
 Nieuw-Zeeland ·
 Noorwegen ·
 Oostenrijk ·
 Polen ·
 Servië ·
 Slowakije ·
 Spanje ·
 Tsjechië ·
 Verenigd Koninkrijk ·
 Verenigde Staten ·
 Zweden ·
 Zwitserland
Klassementen:  Wereldbeker ·
 Superprestige ·
 X²O Badkamers Trofee ·
 HSF System Cup ·
 USCX Series ·
 Coupe de France ·
 National Trophy Series ·
 Giro d'Italia Ciclocross ·
 Copa de España ·
 New England Series ·
 Swiss Cyclocross Cup
Overig:  Exact Cross
Voormalig:  EKZ CrossTour ·  Rectavit Series ·  US Cup